# Campeonato Argentino de Futebol de 1900
O Campeonato Argentino de Futebol de 1900, originalmente denominado Championship Cup 1900, foi organizado pela Argentine Association Football League e o nono torneio da Primeira Divisão do futebol argentino. O certame foi disputado em dois turnos de todos contra todos, entre 20 de maio e 8 de setembro. O English High School Athletic Club conquistou o seu primeiro título de campeão argentino.

## Afiliações e desfiliações
| Pos  | Equipes incorporades              |
| ---- | --------------------------------- |
| Prom | English High School Athletic Club |
| Prom | Quilmes                           |

| Pos  | Equipes relegadas na temporada de 1899 |
| ---- | -------------------------------------- |
| Elim | Lobos Athletic                         |
| Des  | Lanús Athletic                         |

## Classificação final
| Pos | Equipes             | Pts | J | V | E | D | GM | GS | SG  |
| --- | ------------------- | --- | - | - | - | - | -- | -- | --- |
| 1.  | English High School | 11  | 6 | 5 | 1 | 0 | 18 | 3  | +15 |
| 2.  | Lomas Athletic      | 5   | 6 | 2 | 1 | 3 | 9  | 9  | +0  |
| 3.  | Belgrano Athletic   | 4   | 6 | 2 | 0 | 4 | 8  | 13 | -5  |
| 3.  | Quilmes             | 4   | 6 | 2 | 0 | 4 | 9  | 19 | -10 |

## Premiação
| Campeonato Argentino de Futebol de 1900               |
| ----------------------------------------------------- |
| English High School Athletic Club Campeão (1° título) |

## Desfiliações e afiliações
Não houve desfiliações ao final desta temporada nem afiliações no começo da seguinte. Comisso, o torneio de 1901 contou com a participação das mesmas equipes.

## Bibliografía
- Estévez, Diego (2010). 38 Campeones del fútbol argentino 1891-2010. [S.l.]: Ediciones Continente. ISBN 978-950-754-301-2